# Perissomyrmex
Perissomyrmex é um gênero de insetos, pertencente a família Formicidae.

## Espécies
- Perissomyrmex bidentatus Zhou & Huang, 2006
- Perissomyrmex fissus Xu & Wang, 2004
- Perissomyrmex guizhouensis Zhou & Huang, 2006
- Perissomyrmex medogensis Xu & Zhang, 2012
- Perissomyrmex monticola Baroni Urbani & De Andrade, 1993
- Perissomyrmex snyderi Smith, 1947